# Loflammia
Loflammia is een geslacht van korstmossen behorend tot de familie Byssolomataceae. De typesoort is Loflammia flammea. Deze soort is echter later hernoemd naar Loflammia epiphylla. Het geslacht is beschreven door de Tsjechische lichenoloog Antonín Vězda en werd voor het eerst geldig gepubliceerd in 1986.

## Soorten
Volgens Index Fungorum bevat het geslacht vier soorten (peildatum december 2021):
| Soortnaam            | Auteur(s)             | Publicatiejaar |
| -------------------- | --------------------- | -------------- |
| Loflammia demoulinii | Sérus.                | 1986           |
| Loflammia epiphylla  | (Fée) Lücking & Vězda | 1999           |
| Loflammia gabrielis  | (Müll. Arg.) Vězda    | 1986           |
| Loflammia intermedia | (R. Sant.) Vězda      | 1986           |